# 코튼마우스 킹스
코튼마우스 킹스(Kottonmouth Kings)는 미국의 힙합 밴드이다.